# Кодекост
Кодекост (фр. Caudecoste) насеље је и општина у југозападној Француској у региону Аквитанија, у департману Лот и Гарона која припада префектури Ажан.
По подацима из 2011. године у општини је живело 928 становника, а густина насељености је износила 54,17 становника/km². Општина се простире на површини од 17,13 km². Налази се на средњој надморској висини од 65 метара (максималној 120 m, а минималној 46 m).

## Демографија
| 1962. | 1968. | 1975. | 1982. | 1990. | 1999. | 2011. |
| ----- | ----- | ----- | ----- | ----- | ----- | ----- |
| 757   | 768   | 776   | 832   | 855   | 910   | 928   |

График промене броја становника у току последњих година